# دهستان نورعلی بیک
دهستان نورعلی بیک یکی از دهستان‌های شهرستان ساوه در استان مرکزی ایران است. این دهستان در بخش مرکزی شهرستان ساوه قرار دارد و براساس سرشماری مرکز آمار ایران در سال ۱۳۹۰، جمعیت آن ۱۳۲۲۲ نفر (در ۳۷۴۴ خانوار) بوده‌است.